# Gomphostemma callicarpoides
Gomphostemma callicarpoides là một loài thực vật có hoa trong họ Hoa môi. Loài này được (Yamam.) Masam. mô tả khoa học đầu tiên năm 1942.